# Neoaliturus hui
Neoaliturus hui är en insektsart som beskrevs av Chang 1938. Neoaliturus hui ingår i släktet Neoaliturus och familjen dvärgstritar. Inga underarter finns listade i Catalogue of Life.